# 마오주석 기념당

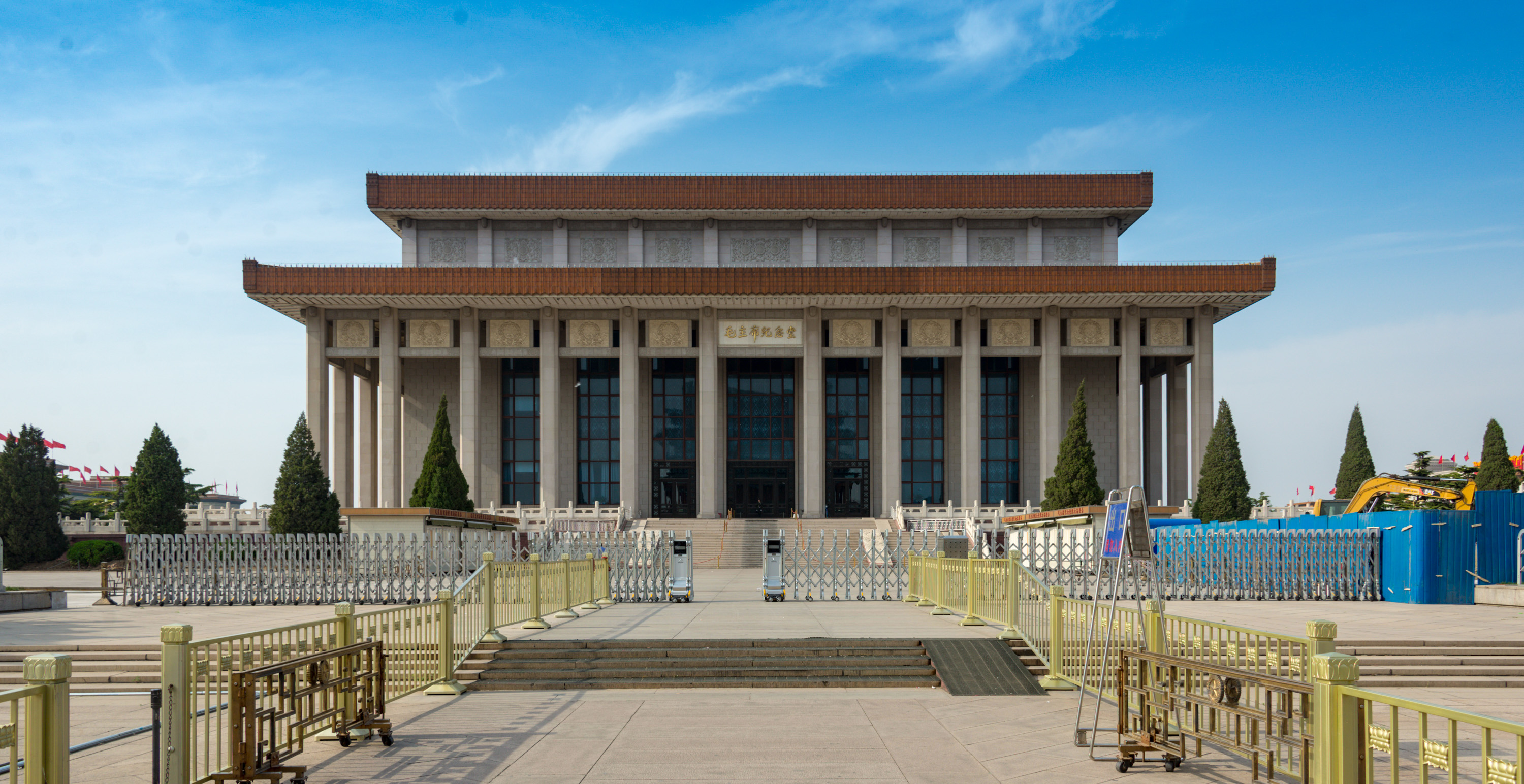
마오쩌둥 기념당

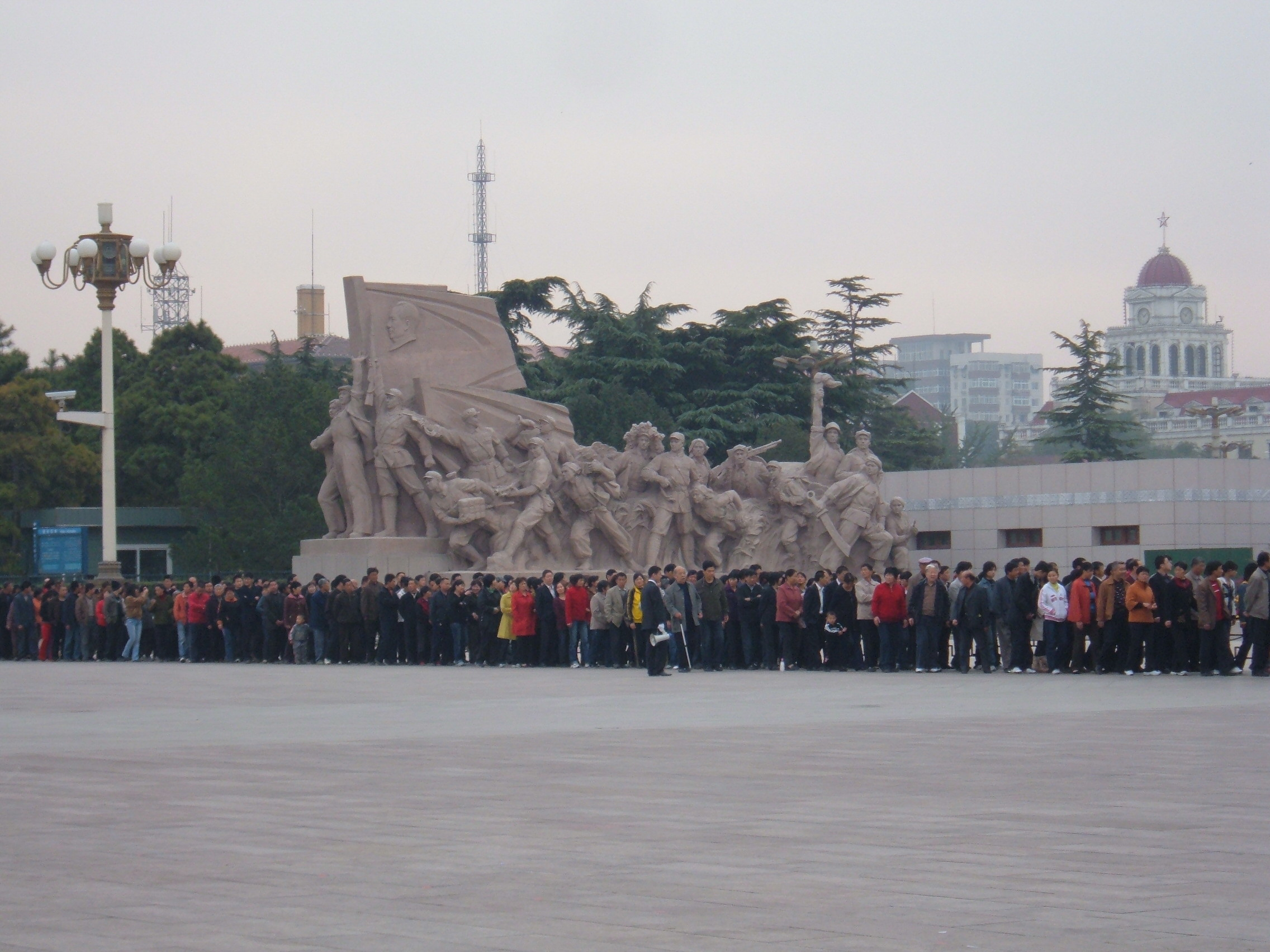
길게 늘어선 행렬

마오주석 기념당(毛主席紀念堂)은 중국의 수도 베이징 천안문 광장에 있는 마오쩌둥의 묘이다. 내부에는 방부처리 후 보존된 모택동의 사체를 관람할 수 있게 되어 있다. 또 마오쩌둥, 저우언라이 등에 관한 전시실도 있지만 평상시는 일반에게 공개되어 있지 않다. 모택동 사망 직후에 다음 공산당 주석인 화궈펑에 의해서 건설이 결정되어 1976년 11월에 착공해 모택동 사망 1주년인 1977년 9월 9일에 완공되었다. 입구의 〈모주석 기념당〉이라는 글자는 화궈펑의 휘호이다.

## 관람
평일이나 휴일에 관련없이 긴 열이 늘어서 항상 붐비는 곳이다. 아침에는 중국 각지로부터 단체 관광객이 많아, 가장 혼잡하는 시간이다. 귀중품 이외의 반입은 허용되지 않으며, 수화물은 보관소에 유료로 맡겨야 한다. 특히 카메라의 반입은 엄격히 금지되어 있어 장시간 줄을 서서 입장을 하더라도 카메라를 숨겨들어가다가 관계자에게 발견되면, 가차 없이 보관소에 가서 보관을 하도록 지시받는다. 보안 체크도 강화되어 입장자는 입구의 검사장에서 금속탐지기 검사를 받아야 한다.

## 내부

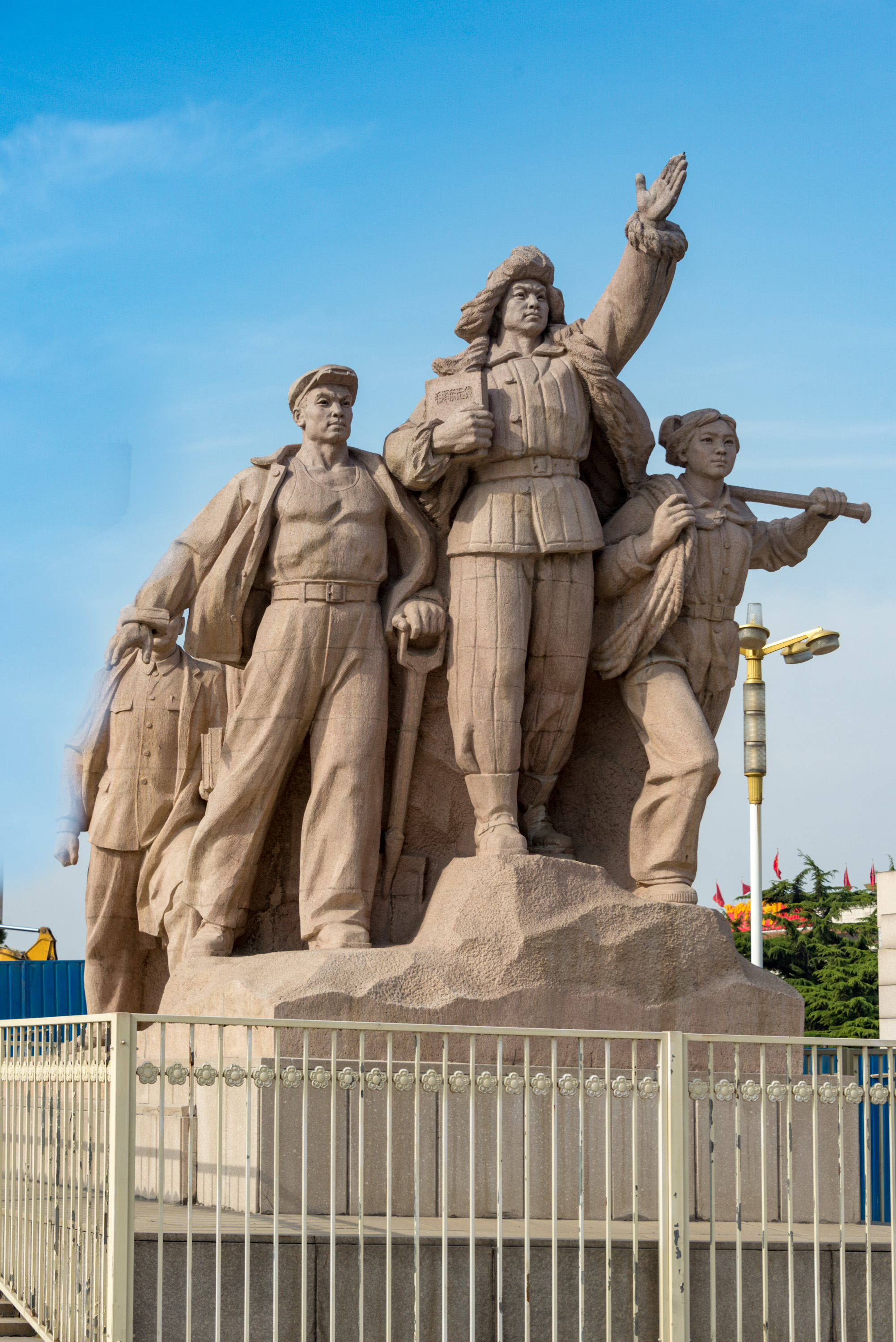
마오쩌둥의 동상

장시간 줄을 서서 간신히 부지 내에 들어가면, 헌화용의 꽃을 염가로 판매하는 곳이 있다. 안으로 더 들어가면 천안문에 접한 북측 입구로 입장한다. 여기에는 팜플렛을 염가로 판매하고 있다. 이곳을 들어가면 〈북대청〉(北大庁)으로 중국 풍경화를 배경으로 대리석 모택동 좌상이 있고, 꽃을 구입한 사람은 여기서 헌화한다. 내부는 여기서 좌우로 갈라진다. 다음 방은 〈첨앙청〉(瞻仰庁)으로, 몇사람의 병사가 지키며 수정관 안에 가슴에서 아래까지 중국공산당기로 싼 마오쩌둥의 사체가 안치되어 있다. 관내에서는 경비원에게 질문을 못하도록 멈춰서는 것이 금지되고 있다. 첨앙청 다음 공간은 〈남대청〉(南大庁)으로 이곳에서는 모택동 관련 기념품 판매장이다. 일반인은 이곳에서 출구로 나오게 되어있지만, 2층에는 마오쩌둥, 저우언라이, 류샤오치, 주더, 진운, 덩샤오핑 6명의 〈혁명실적 기념실〉(革命業績紀念室)과 영사실이 있어, 국빈, 요인이나 중국인민해방군 등 허가된 일부 단체는 견학할 수 있다.

## 개방 시간
기본적으로 오전 8시 30분부터 11시 30분까지 화요일, 목요일은 오후 1시 30분부터 4시까지 개방되고 있다. 가장 성수기인 7월·8월은 오전만 입관이 허용되며, 월요일은 휴관한다. 그러나 실제로는 정치 정세나 국빈의 방문 등 돌발적으로 휴관이 되는 경우가 많아, 행렬의 성과에 의해 개관 시간도 잘 앞당겨져, 행렬의 뒤로 줄설 수 있는 최종 시간이나 현지 사정에 의해 불규칙하게 조정되는 경우가 많다.

## 입장
무료 입장이지만, 지갑이나 여권 등의 귀중품 이외의 수화물은 모두 유료로 보관소에 맡겨야 한다. 또 안내자료도 1위안으로 유료이다.

## 같이 보기
- 천안문 광장